# Последняя ночь «Титаника»
«Последняя ночь „Титаника“» (англ. A Night to remember; дословно — „Незабываемая ночь“) — документальная книга американского писателя Уолтера Лорда, изданная в 1955 году и повествующая о гибели парохода «Титаник». Книга имела огромный успех, и даже спустя более 50 лет продолжает считаться одним из наиболее полных и точных рассказов о событиях той ночи. Основана на воспоминаниях непосредственных участников катастрофы, статьях и отчётах о гибели судна.
В 1958 году на экраны вышел фильм «Гибель „Титаника“» режиссёра Роя Беккера, который является художественной экранизацией книги Уолтера Лорда.

## История написания и публикации
В возрасте девяти лет Уолтер Лорд вместе с родителями путешествовал на борту брата-близнеца «Титаника» — «Олимпике». Это плаванье послужило началом увлечения Лорда историей погибшего лайнера, интерес к которой он сохранял до конца жизни. Позже Уолтер вспоминал, что время на «Олимпике» проводил в рыскании по судну и попытках представить «такую махину тонущей». В возрасте десяти лет мальчик начал читать о судне и пытаться рисовать корабль, и в течение многих последующих лет собирал памятные вещи с борта «Титаника», заставляя людей «принимать во внимание эту странность». Уолтер Лорд изучал историю в Принстонском университете, окончил юридический факультет Йельского университета и поступил работать копирайтером в рекламное агентство Дж. Уолтера Томпсона. В свободное от работы время Лорд разыскивал выживших пассажиров и членов экипажа «Титаника» с целью взять интервью и записать их рассказ. Количество таких записей в итоге достигло 63.
«Последняя ночь „Титаника“» была лишь второй книгой Лорда, однако агрессивная рекламная кампания издательства R & W Holt способствовала её первоначальной значительной популярности. Уже через два месяца после публикации в 1955 году распроданный тираж превысил 60 000 экземпляров, на протяжении ещё шести месяцев книга оставалась в списке бестселлеров. В немалой степени успеху труда Лорда способствовал также вышедший двумя годами ранее художественный фильм о «Титанике» и другие многочисленные публикации на эту тему. В сокращённом виде книга была опубликована в Лэдиз хоум джорнал и Ридерз дайджест, в июне 1956 она была выбрана для издания жюри Клуба Книги месяца. В октябре того же года издательство Bantam Books выпустило книгу в мягкой обложке.
С тех пор печать книги никогда не прекращалась, она была переведена на более чем десять языков, а в 1983 году в издательстве «Судостроение» вышла в русском переводе Геннадия Дмитриева. Успех позволил Лорду покинуть мир рекламы и стать профессиональным писателем. Общественный интерес к катастрофе резко возрос после обнаружения в 1985 году обломков «Титаника», и Уолтер Лорд в следующем году опубликовал вторую книгу о судьбе лайнера, «Ночь продолжает жить» (англ. The Night Lives On). Писатель-документалист Дэниел Аллен Батлер отмечал, что, «несмотря на огромный интерес к „Титанику“ во всём мире, книге не хватало искры оригинала», число переизданий которого к 1998 году достигло пятидесяти.

## Реакция критиков
Книга получила положительные отзывы критиков, в том числе за увлекательный стиль подачи информации. Так, Нью-Йорк Таймс назвал её «ошеломляющей… одной из самых занимательных книг этого, да и любого другого года». Атлантик мансли отметил «великолепную работу по воссозданию хроники, увлекательную от первого до последнего слова». Обозреватель Энтертейнмент Уикли называл труд «цельным и искусным… понятно, почему для многих исследователей „Титаника“ он является Библией», в то время как критик USA Today охарактеризовал книгу как «самое захватывающее описание катастрофы».
По мнению критика издания Нью-Йорк Геральд Трибьюн Стэнли Уокера, секрет Лорда заключается в том, что он использовал «своего рода литературный пуантилизм, контрастирующее расположение отдельных фактов и эмоций таким образом, чтобы передать читателю яркое и реалистичное представление о происшествии». Уокер также подчеркнул, что Лорд избегал описания истории через призму какого-либо социального класса, что для предыдущих книг являлось обычным делом. Вместо этого автор успешно изобразил человеческий элемент истории, показав, как отреагировали на катастрофу пассажиры, независимо от их класса.
Американский культуролог Стивен Биль отмечает, что стиль повествования книги сродни художественному роману. В ней показаны одни и те же события глазами множества лиц, причём линейность хронологии катастрофы нарушается. Натаниэль Филбрик, автор предисловия к юбилейному пятидесятилетнему изданию «Последней ночи», отмечает отсутствие на момент первой публикации значительных трудов о «Титанике» на протяжении уже почти сорока лет. Он утверждает, что отличительными чертами труда Лорда являются сдержанность, лаконичность и читабельность, а также постановка на передний план людских историй на корабле, вместо описания нелепых фактов и мифов о катастрофе. Интрига создаётся рассказом о персонаже, предваряющем неизменное возвращение к катастрофе, описанной вновь с точки зрения этого персонажа. В книге особое внимание уделено общей визуальной и звуковой атмосфере. По словам Биля, автор описывает сцены и звуки гибнущего лайнера «с непосредственностью живого вещания или телевизионного документального фильма». Ключевой особенностью метода изложения Лорда также является нетрадиционный подход к хронологии, «своеобразный подход ко времени и пространству, в котором часы и минуты оказываются чрезвычайно податливы, и само судно кажется почти бесконечно запутанным, а далёкое бедствие привносит порядок и единство». Стивен Биль именует книгу «модернистским рассказом, [построенным] вокруг модернистского события».
Рецензенты в первую очередь отмечали стремление Лорда изобразить человеческую сторону бедствия, которое в Нью-Йорк Таймс назвали «ядром рассказа Лорда и объяснением восхищения, напряжения, столь же сильного, как и погружение самого судна». Помимо описания «легендарных примеров мужества», книга приглашает читателя поставить себя на место терпящих бедствие и задаёт немой вопрос, как бы он вёл себя в той же ситуации. По мнению обозревателя издания Newsweek, автор отвечает на вопрос «каково это, быть на борту тонущего океанского лайнера?».
По мнению Стивена Биля, особенностью книги Лорда является то, что она является «самым полным пересказом бедствия с 1912 и обращена к современной массовой аудитории со своими новыми послевоенными проблемами. В становлении истории „Титаника“ было два ключевых момента: 1912, конечно, и 1955». Автор создаёт интерпретацию гибели «Титаника», в которой судно выступает символом фактического конца эпохи, событием, которое «ознаменовало конец всеобщего чувства уверенности». Неопределённость заменила упорядоченность, и тонущий лайнер ознаменовал начало XX века, «века бесконечной последовательности разочарований. До „Титаника“ всё было спокойно, после — начался хаос». Биль отмечает, что основная тема Лорда — довольно ностальгическое отражение «благородных инстинктов», проявленных в бедствии, а также их последующее затмение. Такие суждения были привлекательны для послевоенного общества, которое в большинстве своём приветствовало старые традиции — нуклеарные семьи и классическое распределение ролей на кормильца и супругу-домохозяйку. Темы «эры доверия и уверенности», к которым обращается Лорд, были популярны и в годы Холодной войны. Социолог Калифорнийского университета Фред Дэвис отмечает, что ностальгия «процветает… во время грубых переходов, вызванных такими явлениями как война, депрессия, гражданскими волнениями и катастрофическими стихийными бедствиями — короче говоря, теми событиями, которые заставляют людские массы чувствовать себя не комфортно и задаваться вопросом, является ли теперешний мир лучше, нежели был прежде». Хаос и нестабильность начала Атомного века и последующие глубокие социальные изменения также делали притягательным традиционный взгляд на гендерные роли и семью, находивший отражение в поведении пассажиров «Титаника» и способствовавший популярности книги в середине 1950-х.
Постепенный характер развития катастрофы некоторые также нашли более заманчивым, нежели современные технические сбои, такие как авиакатастрофы. Рецензент журнала Time заявил: «в эту воздушную эпоху, когда для появления героизма смерть настигает слишком быстро, или когда попросту нет выживших, способных его описать, мы можем с изумлением обратиться к эпохе дня вчерашнего, когда тысяча смертей в море казалась самым худшим, что могло произойти в мире». Стивен Биль добавляет: «это заманчивый вид бедствия, в котором у жертвы есть время, чтобы подготовиться и выбрать, как ей умереть».

## Экранизации
Содержание книги было дважды адаптировано в сценарий. Показ первой телепостановки состоялся на телеканале NBC 28 марта 1956 года в рамках прямых эфиров телешоу «Телевизионный театр Крафта» концерна Kraft Foods. Отмечалось, что это был «самый большой, самый роскошный и самый дорогой эпизод», в котором была использована 31 декорация, задействовано 107 актёров, имелось 72 разговорных роли, использовано 3000 галлонов воды. Общие расходы составили приблизительно 95 тысяч долларов. Кресло режиссёра занимал Джордж Рой Хилл, а Клод Рейнс выступил в качестве рассказчика. Наличие рассказчика — практика, позаимствованная из радиопостановок, являвшихся своеобразными шаблонами для телевизионных драм того времени. Такой подход также был применён в адаптации по причине отсутствия в сюжете главных героев и наличия большого количества разноплановых сцен, «чтобы соединить воедино почти бесчисленное число фрагментов жизни на борту обречённого лайнера», пояснял Стивен Биль в рецензии на постановку, и добавлял: «никогда больше Человек не будет столь самоуверен. Эпоха подошла к концу». Постановка снискала высокую популярность, общее число зрителей составило 28 миллионов, что значительно повысило популярность и самой книги. Повторный показ в записи состоялся 2 мая 1956 года, спустя пять недель после премьеры.
Вторая экранизация под названием «Гибель „Титаника“» (англ. A Night to Remember) 1958 года, была выдержана в духе классического британского драматического фильма. Главную роль исполнил актёр Кеннет Мор, а сама драма имела широкий успех и до сего дня рассматривается как наиболее «точная экранизация истории [гибели „Титаника“]». Фильм был задуман после того, как будущий режиссёр, Рой Уолд Бейкер, и продюсер, родившийся в Белфасте Уильям МакКуитти, заимели экземпляры книги — Бейкер купил её в своём любимом книжном магазине, а МакКуитти получил от жены. Уильям МакКуитти решил выкупить права на экранизацию, поскольку всё ещё отчётливо помнил день 31 мая 1911 года, когда в шестилетнем возрасте наблюдал спуск «Титаника» на воду. Он встретился с Уолтером Лордом и пригласил того участвовать в постановке в качестве консультанта. На премьеру и предпремьерный показ были приглашены многие из спасшихся членов команды и пассажиров лайнера, однако не все из них смогли досмотреть кинокартину до конца из-за нахлынувших воспоминаний и вновь переживаемых эмоций. Фильм имеет различия как с самой книгой, так и с постановкой NBC, определив в качестве главного персонажа второго офицера Чарльза Лайтоллера. Его персонаж в вымышленном диалоге с другим спасшимся, озвучивает, находясь в шлюпке, подтекст книги Лорда — «мир изменился навсегда». Персонаж Мора утверждает, что катастрофа «отличается [от других]… потому что мы были так уверены. Потому что, даже хотя всё и случилось, мы до сих пор не верим в это. Не знаю, обрету ли я снова уверенность. Хоть в чём-либо».

## Судьба коллекции
После смерти Уолтера Лорда в 2002 году, огромная коллекция рукописей, оригиналов писем и памятных вещей с «Титаника», которую он собирал в течение всей жизни и использовал для написания книги, была передана согласно завещанию в Национальный морской музей в Лондоне (район Гринвич). Продюсер экранизации Уильям МакКуитти также пожертвовал музею связанные со съёмками экспонаты из своей коллекции. Предметы коллекции экспонируются в музее и доступны для исследователей.